# Yoshiki Tanaka
Yoshiki Tanaka (jap. 田中 芳樹, Tanaka Yoshiki, richtiger Name 田中 美樹 Tanaka Yoshiki; * 22. Oktober 1952 in Hondo,  Kumamoto) ist ein japanischer Schriftsteller. Tanaka studierte an der Gakushūin-Universität japanische Sprache und Literatur und promovierte später dort.
Seine bekanntesten Werke sind die Fantasy-Roman-Reihe Arslan Senki, auch bekannt als The Heroic Legend of Arslan, die Space-Opera-Serie Ginga Eiyū Densetsu, auch bekannt als Legend of the Galactic Heroes, und Sōryūden, auch bekannt als Sohryuden: Legend of the Dragon Kings. Alle diese Serien wurden sowohl als Anime adaptiert als auch als Manga umgesetzt.

## Werke
- Ginga Eiyū Densetsu (銀河英雄伝説; 1982–1987, umfasst 10 Bände plus 4 Bände mit Nebengeschichten und 5 Kurzgeschichten)
- Arslan Senki (アルスラーン戦記; Teil 1 1986–1990, Teil 2 1991–2017, umfasst insgesamt 16 Bände)
- Sōryūden (創竜伝; 1987–noch nicht abgeschlossen, umfasst derzeit 13 Bände)
- Tytania (1988–1991, umfasst drei Bände)

## Auszeichnungen
- 1988: Seiun-Preis für den besten Roman des Jahres für Ginga Eiyū Densetsu